# Христо Панев
Христо Панев е български художник живописец.

## Биография и творчество
Христо Панев е роден през 1942 година в село Крепост, България. Брат му Панчо Панев (1937-2015) е художник график. През 1969 г. завършва специалност „графика“ във Великотърновския университет „Св. св. Кирил и Методий“. От 1976 г. е член на „Съюза на българските художници“.
Работи в областта на живописта, графиката, илюстрацията на книги и монументалните изкуства. Произведенията му са повлияни от българската икона и българската фрескова живопис. Автор е на циклите „Фрески“, „Митологични сцени“ и „Библейски сюжети“. За монументалните работи работи в техниките сграфито и сухо фреско.
Прави самостоятелни изложби в Перник, Димитровград, Павликени, Габрово, Пловдив, Хасково, Русе, Несебър, Шабла, Велико Търново, Дряново, Ловеч, Варна, София, и др., и в чужбина в Германия, Хановер, Мунстер, Хамелбург, Мюзинген, Швейцария, Австрия, Словакия, Унгария, Италия, Картона, Русия, Турция, и др. държави.
Носител е на много отличия за произведенията си – наградата на Велико Търново за 2006 г., медал „Художник на новия век“ от Световната академия по изкуства „Нова ера“ (2013) в Истанбул, медал „1150 години от създаването на Руската република“ (2013), златни медали от София, Кипър и Питсбърг, и др. отличия и дипломи.
Приет е за член на Международната академия за изкуство към UNESCO „Нова ера“ и е почетен член на Руската държавна академия по изкуства.
От 1996 г. заедно с брат си, а за някои и с художника Владимир Запрянов, започват да подаряват пана на сградите в родното си село, общо 48. Удостоен е отличието „Почетен гражданин на Димитровград“ през 2002 г.
Христо Панев живее със семейството си във Велико Търново (43°05′02.05″ с. ш. 25°38′24.54″ и. д. / 43.083904° с. ш. 25.640152° и. д.). Съпругата му Иваничка Панева също е художник живописец, известна с пейзажите си на Велико Търново. Синът му Габриел Панев също е художник, представител на съвременното модерно поколение български художници.